# 下ジブア州
下ジブア州（したジブアしゅう、フランス語：Région du Lôh-Djiboua）はコートジボワール共和国南西部のゴー＝ジブア地方南部の州。
州都はディヴォ。
2014年の人口は約72.9万人。

## 地理
- 北：ゴー州
- 東：アニェビ＝ティアサ州
- 南：グランド・ポーンツ州
- 南西：グボケレ州
- 西：ナワ州

## 行政区画
- Divo
- Guitry
- Lakota